# Almutadi
Abu Ixaque Maomé ibne Aluatique (em árabe: أبو إسحاق محمد بن هارون الواثق; romaniz.: Abū Isḥāq Muḥammad ibn al-Wāthiq; 833 - 21 de junho de 870), mais conhecido por seu nome de reinado Almutadi Bilá (em árabe: المهتدي بالله; romaniz.: Al-Muhtadī bi-'llāh; lit. "Guiado por Deus") , foi o califa do Califado Abássida de julho de 869 a junho de 870, durante a "Anarquia em Samarra".

## Vida
Almutadi nasceu em 833 e era filho do califa Aluatique (r. 842–847) e era Curbe, uma escrava grega. Após a morte de seu pai em agosto de 847, alguns oficiais queriam eleger o jovem Almutadi como califa, mas no final, a escolha recaiu sobre seu tio Mutavaquil (r. 847–861).

### Antecedentes
Apesar dos sucessos do califa Almutaz, ele não conseguiu superar o principal problema do período: a falta de receita para pagar as tropas. As dificuldades financeiras do califado tornaram-se evidentes já na sua ascensão - a costumeira doação de dez meses de pagamento das tropas teve que ser reduzida para dois por falta de fundos - e ajudou a derrubar o regime de Almostaim em Baguedade. A guerra civil e a anarquia geral que se seguiu só piorou a situação, já que as receitas deixaram de vir até mesmo dos arredores de Baguedade, muito menos das províncias mais remotas. Como resultado, Almutaz recusou-se a honrar seu acordo com Maomé ibne Abedalá ibne Tair em Baguedade, deixando-o para sustentar seus próprios partidários; isso levou à agitação na cidade e ao rápido declínio da família taírida. A turbulência em Baguedade foi agravada por Almutaz, que em 869 demitiu o irmão e sucessor de ibne Tair, Ubaide Alá, e o substituiu por seu irmão muito menos capaz, Solimão. No caso, isso só serviu para privar o califa de um contrapeso útil contra os soldados de Samarra, e permitiu que os turcos recuperassem seu antigo poder.

### Ascensão e califado

Árvore genealógica dos abássidas no século IX

Em 869, os líderes turcos Sale ibne Uacife (filho de Uacife, o Turco) e Baiaquebaque estavam novamente em ascensão e asseguraram a remoção de Amade ibne Israil. Finalmente, incapaz de atender às demandas financeiras das tropas turcas, em meados de julho um golpe palaciano depôs Almutaz. Foi preso e maltratado de tal forma que morreu depois de três dias, em 16 de julho. Após a deposição e assassinato de Almutaz em 15 de julho, os líderes da guarda turca escolheram Almutadi como o novo califa em 21/22 de julho. Como governante, procurou imitar o califa omíada Omar II (r. 717–720), amplamente considerado um modelo de governante islâmico. Ele, portanto, viveu uma vida austera e piedosa - notadamente removendo todos os instrumentos musicais da corte - e fez questão de presidir pessoalmente os tribunais de queixas (mazalim), ganhando assim o apoio do povo. Combinando "força e habilidade", estava determinado a restaurar a autoridade e o poder do califa, que havia sido erodido durante a "Anarquia em Samarra" em curso pelas disputas dos generais turcos.
Almutadi enfrentou os levantes álidas nas províncias, mas a principal ameaça ao seu poder eram os comandantes turcos. A figura dominante dos primeiros meses de seu governo foi Sale ibne Uacife, mas ele também não conseguiu fornecer receita suficiente para pagar as tropas. Embora tenha executado o vizir anterior, Amade ibne Israil, e sua extorsão dos secretários (cutabe), seu poder continuou a diminuir. Seu principal rival, Muça ibne Buga, aproveitou a oportunidade para retornar de seu semiexílio em Hamadã, chegando a Samarra em dezembro de 869. Lá obrigou Almutadi a fazer um juramento para punir Sale por ter roubado os tesouros de Cabia, o mãe de Almutaz. Sale se escondeu, após o que os turcos se amotinaram e quase depuseram Almutadi. Eles cederam apenas quando ele lhes prometeu perdoar Sale, mas quando Sale não apareceu, seus soldados começaram a saquear Samarra, até que Muça e suas tropas os dispersaram. Logo depois, Sale foi descoberto e executado pelos homens de Muça. Muça assim se estabeleceu como o principal funcionário do governo, com Solimão ibne Uabe como seu secretário-chefe.
Quando Muça saiu para fazer campanha contra os carijitas, Almutadi aproveitou a oportunidade para incitar o povo contra ele e seu irmão, Maomé. Maomé foi levado a julgamento por acusações de peculato e foi condenado. Embora Almutadi tivesse prometido um perdão, Maomé foi executado. Isso cimentou a rixa com Muça: este marchou à capital com seu exército e derrotou as tropas leais ao califa. Ele se recusou a abdicar, mas tentou preservar sua vida e cargo recorrendo ao estatuto religioso do califa e ao apoio do povo. Mesmo assim, foi assassinado em 21 de junho de 870 e substituído por seu primo, Almutâmide (r. 870–892). Jafar ibne Abde Alualide ibne Jafar liderou as orações no funeral do califa Almutadi.